# Jakob Michael Reinhold Lenz
Pour les articles homonymes, voir Lenz.
Œuvres principales
- Le Précepteur, 1774
- Les Soldats, 1776

Jakob Michael Reinhold Lenz est un dramaturge allemand (Sesswegen, 12jul./23grég. janvier 1751 – Moscou, 24 maijul./4 juingrég. 1792). Il est l'un des principaux représentants du mouvement littéraire Sturm und Drang, en particulier grâce à ses pièces de théâtre Le Précepteur (1774) et Les Soldats (1776).

## Biographie

### Famille et jeunesse
Jakob Michael Reinhold Lenz naît à Sesswegen (aujourd'hui Cesvaine en Lettonie) en Livonie le 12jul./23grég. janvier 1751. Il est le fils cadet du pasteur Christian David Lenz (1720-1798), qui deviendra évêque (Generalsuperintendent en allemand) de Riga. Sa mère meurt un an avant son retour d’Allemagne. En 1759, son père est assigné pasteur à Dorpat (aujourd’hui Tartu en Estonie). Le jeune Lenz dédie ses premiers vers à Catherine II de Russie et écrit sa première pièce, Le Marié blessé.
En 1768, Lenz entame des études de théologie à Königsberg et rédige une ode à Kant au nom des Courlandais et des Livoniens de l’université. Il accompagne deux frères camarades d’études, les barons de Kleist (branche balte de la famille von Kleist), en Alsace, où il arrive en mai 1771.

### Maturité en Allemagne
Lenz écrit Le Précepteur, Le Nouveau Menoza, Les Soldats et les Notes sur le théâtre. Il fait la connaissance de Johann Gottfried von Herder et de Johann Wolfgang von Goethe, qui s’occupe de faire publier ses premières œuvres en 1774, et correspond avec Sophie von La Roche. Il fréquente également Ramond de Carbonnières, membre d’une société savante alsacienne proche de la franc-maçonnerie, la Société de philosophie et de belles-lettres. À cette époque, ses « modèles » dramatiques sont Plaute, Térence et Shakespeare. Ses parents le pressent de rentrer et de s'établir, ce qui suppose qu’il termine ses études de théologie. Il est un intellectuel de génie, reconnu par ses pairs, dont on attribue les drames et les poèmes au jeune Goethe. Les intellectuels de Strasbourg, la jeune école allemande, l’admirent, mais il n'a pas de quoi vivre. 
En décembre 1775, Louise Koenig lui fait lire des lettres qu'elle a reçues de Henriette Louise de Waldner de Freundstein, plus connue sous le nom de baronne d'Oberkirch. Lenz tombe sous le charme de ce style du cœur à la main. Il s'éprend vivement de Louise Henriette de Waldner.
Fin mars 1776, Lenz rejoint Goethe à Weimar. Il apprend pendant ce voyage le mariage d'Henriette Louise de Waldner avec le Baron Siegfried d'Oberkirch. Lenz est d'abord accueilli chaleureusement par Goethe à Weimar. Mais bientôt leurs chemins se séparent irrémédiablement. Lenz se fait remarquer par son manque de respect pour l'étiquette de la cour de Weimar, pourtant la plus libérale des cours d'Allemagne de l'époque. Il choque et devient une provocation pour la noblesse locale. Goethe, en revanche, soutenu par le jeune duc, prend à partir de juin une responsabilité politique importante dans le conseil ducal. Sa position fragile de seul roturier du conseil ducal, ne lui permet pas de soutenir ouvertement Lenz. Lenz, quant à lui, semble toujours sous le coup de son chagrin d'amour pour Henriette Louise de Waldner. Il écrit entre avril et juin sa pièce inachevée Henriette von Waldeck ou Die Laube (Henriette de Waldeck ou La tonnelle) où le mariage de la baronne d'Oberkirch est traité comme une mauvaise plaisanterie finalement dévoilée. Fin juin 1776, Lenz s'installe dans un village proche de Weimar, Berka. Lenz y aurait rédigé son roman épistolaire L'ermite de la forêt (Der Waldbruder) où le mariage de la baronne d'Oberkirch est traité comme un complot organisé par Goethe et d'autres de ses proches. C'est aussi durant cette période entre le printemps et l'automne 1776 qu'il compose certains de ces poèmes les plus connus (par exemple An W-, Die Todeswunde tief in meiner Brust, Aus ihren Augen lacht die Freude). 
En novembre 1776, il commet une « ânerie », note Goethe : on l’expulse de la principauté. Il se rend alors à Emmendingen, près de Fribourg-en-Brisgau, chez Cornelia Schlosser, la sœur de Goethe. Johann Kaspar Lavater, l’éminent physiognomoniste, tente de soigner Lenz et l’envoie chez le pasteur Jean-Frédéric Oberlin. Le 20 janvier, Lenz se rend à pied de Strasbourg à Waldersbach dans le Ban de la Roche (Steintal en allemand) ; ce périple et le séjour subséquent chez Oberlin formeront le sujet de la nouvelle inachevée Lenz de Georg Büchner composée durant l'automne 1835. À Waldersbach, Lenz fait des sermons en chaire, mais subit aussi des accès de démence et s'administre lui-même un bain glacé – sans doute une tentative d’autocure. Friedrich Maximilian Klinger, auteur de la pièce Sturm und Drang et qui, rejeté par Goethe, finira comme réformateur de l’université de Dorpat, pratique sur Lenz cette méthode à Emmendingen, où Lenz vit chez le mari de Cornelia, le grand juriste et historien allemand Schlosser. Lenz est enchaîné ; on le confie à un cordonnier, puis à un garde forestier, enfin à un médecin. Karl, le frère de Lenz, vient le chercher en 1779. Tous deux se rendent à Travemünde (Lübeck), puis en bateau jusqu’à Riga.

### Dernières années en Russie
Lenz ne trouvant pas de travail en Livonie, il s'en va à Saint-Pétersbourg, à Tartu, puis s'installe à Moscou en 1781, où il écrit une Ode aux Romanov et à Catherine II. En 1782, deux morceaux paraissent dans une revue allemande de Livonie. On pense qu’il est mort, de brèves nécrologies paraissent en Allemagne, Ramond le pleure. Il vit à Moscou « sans savoir pourquoi », de rapporter Nikolaï Karamzine se confiant à Lavater en 1789. Il survit comme précepteur, traducteur, membre de sociétés savantes, tout en fréquentant les milieux francs-maçons ; il élabore des plans de réforme, projette une histoire de la Russie, et pense jouer un rôle intermédiaire entre la Russie et l’Allemagne.
La Maison Novikov qui l’abrite est occupée par des soldats le 22 avril 1792. Il meurt dans la misère et la démence. On retrouve Lenz mort dans la rue le 24 maijul./4 juingrég. 1792.

## Analyse
Le théâtre critique de Lenz pose les problèmes sans proposer de solution illusoire ; le blocage de la société du XVIIIe siècle, de l'aristocratie jusqu'à la très petite-bourgeoisie, en est le sujet central. Il a été redécouvert au XXe siècle par le professeur de théâtre Arthur Kutscher et par son élève Bertolt Brecht, qui a voulu en 1950 faire du Précepteur une illustration de la « misère allemande », variante marxiste du Sonderweg, sous-estimant sans doute le potentiel critique de Lenz et son refus des fausses solutions.

## Postérité

### Lenzpar Georg Büchner
Georg Büchner débute la rédaction de la nouvelle intitulée Lenz à l'automne 1835, en s'inspirant du journal tenu par le pasteur Jean-Frédéric Oberlin, qui accueillit Lenz chez lui du 20 janvier au 8 février 1778. La nouvelle est restée inachevée et est publiée à titre posthume en 1839.
Ce court texte eut un impacte considérable sur la littérature allemande. Elle a fait l'objet de nombreuses adaptations cinématographiques, théâtrales, musicales et picturales.

### Autre
La vie et l'œuvre de Lenz ont inspiré plusieurs créateurs :
- Bernd Alois Zimmermann a composé un opéra, Les Soldats (1964-1965), à partir de la pièce de Lenz.
- Patrice Chéreau met en scène Les Soldats en juin 1967 (au Petit TNP Salle Gémier, pour le Concours des Jeunes Compagnies, qu'il remporte)[7].
- Le Retour à Riga du fils prodigue J. M. R. Lenz (1981), nouvelle de l'écrivain allemand Gert Hofmann. (Trad. fr. Henri-Alexis Baatsch, Pontcerq, 2022) : récit du retour du poète en sa Livonie natale, en juillet 1779, après les mois d'errance et de crise.
- La compositrice Michèle Reverdy a tiré un opéra (1990) de sa pièce Le Précepteur.

## Œuvres choisies
- Les Tourments de la terre ((de) Die Landplagen, 1769), poème épique en vers
- Le Précepteur ou les avantages de l’éducation privée ((de) Der Hofmeister, 1774), comédie
- Le Nouveau Menoza ou l'histoire du prince Tandi ((de) Der neue Mendoza, oder Geschiichte des kubanischen Prinzen Tandi, 1774), comédie
- Observations sur le théâtre ((de) Anmerkungen übers Theater, 1774), essai
- Opinions d'un laïque, dédiés au clergé ((de) Meinungen eines Laien, den Geistlichen zugeeignet, 1775), essai
- Pandaemonium Germanicum ((de) Pandaemonium Germanicum, 1775), dramePublié en 1819.
- Les Soldats ((de) Die Soldaten, 1776), comédie[8]
- Les Amis font le philosophe ((de) Die Freunde machen den Philosophen, 1776), comédie
- Zerbin ((de) Zerbin, 1776), nouvelle
- L'Ermite de la forêt, un pendant aux Souffrances de Werther ((de) Der Waldbruder, ein Pendant zu Werthers Leiden), nouvelleTexte inachevé, publié en 1882.